# Варонь
Варо́нь (фр. Varogne) — коммуна во Франции, находится в регионе Франш-Конте. Департамент — Верхняя Сона. Входит в состав кантона Везуль-Эст. Округ коммуны — Везуль.
Код INSEE коммуны — 70522.

## География
Коммуна расположена приблизительно в 320 км к юго-востоку от Парижа, в 55 км севернее Безансона, в 11 км к северу от Везуля.

## Население
Население коммуны на 2010 год составляло 137 человек.
| 1962 | 1968 | 1975 | 1982 | 1990 | 1999 | 2010 |
| ---- | ---- | ---- | ---- | ---- | ---- | ---- |
| 88   | 98   | 120  | 136  | 131  | 115  | 137  |

## Администрация
| Период | Период | Фамилия       | Партия | Примечания |
| ------ | ------ | ------------- | ------ | ---------- |
| 2001   | 2008   | Жерар Бе      |        |            |
| 2008   | 2014   | Бернар Бюльяр |        |            |

## Экономика

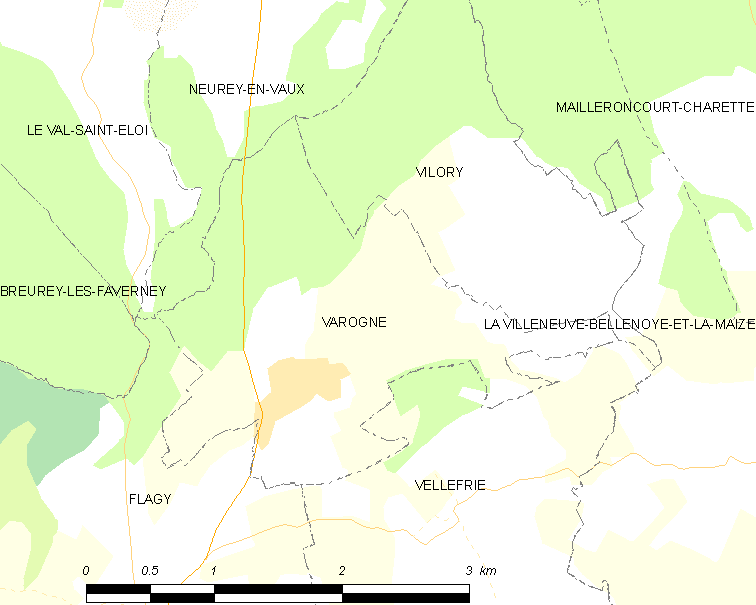
Карта коммуны

В 2010 году среди 81 человека трудоспособного возраста (15—64 лет) 62 были экономически активными, 19 — неактивными (показатель активности — 76,5 %, в 1999 году было 77,8 %). Из 62 активных жителей работали 59 человек (33 мужчины и 26 женщин), безработных было 3 (1 мужчина и 2 женщины). Среди 19 неактивных 3 человека были учениками или студентами, 11 — пенсионерами, 5 были неактивными по другим причинам.